# Frederick Nebel
Pour les articles homonymes, voir Nebel.
Frederick Nebel, né le 3 novembre 1903 à Staten Island à New York aux États-Unis et mort le 3 mai 1967 à Laguna Beach en Californie, est un écrivain américain, auteur de roman policier et de nombreuses nouvelles.

## Biographie
Il vend ses premiers écrits dès le collège, puis quitte l'école à dix-sept ans. Il travaille dans une ferme familiale dans le Nord canadien et voyage ensuite à travers le monde.
En 1925, il publie sa première nouvelle The Firelight Patrol dans North West Stories, un des nombreux pulps de l'époque. Il fait paraître de nombreuses nouvelles dans ces magazines bon marché comme Dime Detective, Detective Fiction Weeekly et surtout Black Mask dont il sera un des piliers éditoriaux avec soixante-sept nouvelles de 1926 à 1936.
Il est l'auteur de trois séries : celle de Kennedy, reporter au Fire Press, et Steve MacBride, capitaine de police au service des homicides, est composée de trente-sept nouvelles publiées dans Black Mask de septembre 1928 à août 1936 ; une deuxième série a pour héros le détective Dick Donahue et est composée de quinze histoires également publiée dans Black Mask de novembre 1930 à mars 1935 ; enfin, la troisième série, qui a pour personnage central Jack Cardigan, un détective privé, est composée de quarante-cinq nouvelles publiées dans Dime Detective de novembre 1931 à mai 1937.

## Œuvre

### Romans
- Sleepers East, 1933
- But Not the End, 1934
- Fifty Roads to Turn, 1936

### Nouvelles

#### SérieKennedy & MacBride
Toutes les nouvelles de cette série sont publiées dans Black Mask
- Raw Law (septembre 1928)
- Dog Eat Dog (octobre 1928)
- The Law Laughs Last (novembre 1928)
- Law without Law (avril 1929)
- Graft (mai 1929)
- New Guns for Old (septembre 1929)
- Hell-Smoke (novembre 1929)
- Tough Treatment (janvier 1930)
- Alley Rat (février 1930)
- Wise Guy (avril 1930)
- Ten Men From Chicago (août 1930)
- Shake-Down (septembre 1930)
- Junk (mars 1931)
- Beat the Rap (mai 1931)
- Death for a Dago (juillet 1931)
- Some Die Young (décembre 1931)
- The Quick or the Dead (mars 1932)
- Backwash (mai 1932)
- Doors in the Dark (février 1933)
- Rough Reform (mars 1933)
- Farewell to Crime (avril 1933)
- Guns Down (septembre 1933)
- Lay Down the Law (novembre 1933)
- Too Young to Die (février 1934)
- Bad News (mars 1934)
- Take It and Like It (juin 1934)
  - Avale donc la pilule, dans le recueil Les Durs à cuire II, Série noire no 1747, 1979
- Be Your Age (août 1934)
- He Was a Swell Guy (janvier 1935)
- It's a Gag (février 1935)
- That's Kennedy (mai 1935)
- Die-Hard (août 1935)
- Winter Kill (novembre 1935)
  - Les Méfaits du gel, dans le recueil Détectives de choc I : Grabuge, Série noire no 1256, 1969
- Fan Dance (janvier 1936)
- No Hard Feelings (février 1936)
- Crack Down (avril 1936)
- Hard to Take (juin 1936)
- Deep Red (août 1936)

#### SérieDick Donahue
Toutes les nouvelles de cette série sont publiées dans Black Mask
- Rough Justice (novembre 1930)
  - Le Bijou voyageur, dans le recueil Mystère 87, Le Livre de poche no 6365, 1987
- The Red-Hots (décembre 1930)
- Gun Thunder (janvier 1931)
- Get a Load of This (février 1931)
- Spare the Rod (août 1931)
- Pearls Are Tears (septembre 1931)
- Death's Not Enough (octobre 1931)
- Shake-Up (août 1932)
- He Could Take It (septembre 1932)
- Red Web (octobre 1932)
- Red Pavement (décembre 1932)
- Save Your Tears (juin 1933)
- Song and Dance (juillet 1933)
- Champions Also Die (août 1933)
- Ghost of a Chance (mars 1935)
  - L'Appartement 545, Le Saint détective magazine no 60, février 1960

#### SérieJack Cardigan
Toutes les nouvelles de cette série sont publiées dans Dime Detective
- Death Alley (novembre 1931)
- Hell's Pay Check (décembre 1931)
- Six Diamonds and a Dick (janvier 1932)
- And There Was Murder (février 1932)
- Phantom Fingers (mars 1932)
- Murder on the Loose (avril 1932)
- Rogue's Ransom (août 1932)
- Lead Pearls (septembre 1932)
- The Dead Don't Die (octobre 1932)
- The Candy Killer (novembre 1932)
- A Truck-Load of Diamonds (décembre 1932)
- Murder Cure (janvier 1933)
- Me--Cardigan (février 1933)
- Doorway to Danger (mars 1933)
- Heir to Murder (avril 1933)
- Dead Man's Folly (mai 1933)
- Murder Won't Wait (mai 1933)
- Chains of Darkness Part. 1 (juin 1933)
- Chains of Darkness, Part. 2 (juillet 1933)
- Scrambled Murder (juillet 1933)
- Death After Murder (août 1933)
- Murder & Co (septembre 1933)
- Murder á la Carte (novembre 1933)
- Spades Are Spades (janvier 1934)
- Hot Spot (mars 1934)
- Kick Back (avril 1934)
- Read 'Em and Weep (mai 1934)
- Red Hot (juillet 1934)
- Not So Tough (août 1934)
- Too Hot to Handle (septembre 1934)
- Pardon my Murder (novembre 1934)
- Leave It to Cardigan (décembre 1934)
- Hell on Wheels (février 1935)
- Hell Couldn't Stop Him (avril 1935)
- A Couple of Quick Ones (juin 1935)
- The Dead Die Twice (août 1935)
- Death in the Raw (octobre 1935)
- The Curse of Cardigan (décembre 1935)
- Blood in the Dark (janvier 1936)
- The Sign of Murder (mars 1936)
- Lead Poison (avril 1936)
- Murder by Mail (juin 1936)
- Make Mine Murder (novembre 1936)
- Behind the Eight Ball (mars 1937)
- No Time to Kill (mai 1937)

#### Autres nouvelles
- The Firelight Patrol (septembre 1925, North West Stories)
- Trade Law (juillet 1925, North West Stories)
- Stuart of the City Patrol (décembre 1925, North West Stories)
- Raw Courage (décembre 1925, Action Stories (en))
- Soda-Pop Mary (janvier 1926, Lariat)
- The White Peril (janvier 1926, North West Stories)
- The Breaks of the Game (mars 1926, Black Mask)
- Defiance Valley (mars 1926, North West Stories)
- The Black Fox Skin (avril 1926, North West Stories)
- Law of the Trapline (avril 1926, North West Stories)
- Patrol of Courage (mai 1926, North West Stories)
- Big Moon Lake Patrol (juin 1926, North West Stories)
- Somewhere East of Singapore (juillet 1926, Action Stories)
- Alone (août 1926, North West Magazine)
- Cache Law (septembre 1926, North West Stories)
- East of Big Moon (novembre 1926, North West Stories)
- Grain to Grain (novembre 1926, Black Mask)
- High Jinks as Sky High (novembre 1926, Lariat)
- The Frontier of Vengeance (décembre 1926, North West Stories)
- Tell It to the Mounted (décembre 1926, North West Stories)
- Claws of the Jungle (janvier 1927, Action Stories)
- Dumb Luck (janvier 1927, Black Mask)
- China Silk (mars 1927, Black Mask)
- Courage of the Strong (mars 1927, North West Stories)
- Hounds of Darkness (avril 1927, Black Mask)
- The Hell-Bender (avril 1927, Lariat)
- A Man Must Fight (avril 1927, North West Stories)
- The Drifting Kid Strikes (mai 1927, Lariat)
- A Man with Sand (juillet 1927, Black Mask)
- Return of the Exile (juillet 1927, North West Stories)
- Emeralds of Shade (août 1927, Black Mask)
- Flyers of Fortune (août 1927, Air Stories)
- Red Night (août 1927, North West Stories)
- A Grudge Is a Grudge (septembre 1927, Black Mask)
- Birdmen of Borneo (septembre 1927, North West Stories)
- Doom Drums (octobre 1927, Danger Trail)
- It Takes a Man (octobre 1927, North West Stories)
- Isle of Lost Men (novembre 1927, Action Stories)
- The Brave Tradition (novembre 1927, The Elks Magazine)
- With Benefit of Law (novembre 1927, Black Mask)
- Flying Jade (décembre 1927, Air Stories)
- The Penalty of the Code (janvier 1928, Black Mask)
- Sun Dog Gold (janvier 1928, North West Stories)
- The Shanghai Jest (janvier 1928, Air Stories)
- Sky-High Nerve (février 1928, Air Stories)
- The Devil's Double-Cross (mars 1928, Triple-X Magazine)
- Yangtze Yellow (mars 1928, Air Stories)
- Skyrocket Scott (mars 1928, Wings)
- The Crimson Diamond (avril 1928, Action Stories)
- The Hardy Fly Hard (mai 1928, Air Stories)
- Birdmen of Passage (juin 1928, North West Stories)
- A Gun in the Dark (juin 1928, Black Mask)
- Hell to Pay (août 1928, Black Mask)
- Wolves of the Wind (août 1928, Wings)
- Far North of Chilkoot (septembre 1928, North West Stories)
- Law Alone (novembre 1928, Mystery Stories)
- The Secret Vanity (avril 1929, Columbia)
- Proud Youth (juin 1929, Toronto Star Weekly (en))
- Behind the Shield (août 1929, Columbia)
- Cops Are Dumb (octobre 1929, Real Detective Tales and Mystery Stories)
- The Makings of Command (octobre 1929, The Elks Magazine)
- A Gambler Passes (1929, Five-Novels Monthly)
- Wind Patrol (novembre 1929, Wings)
- Out of Stir (novembre 1929, Young's Magazine)
- The Trail to Caribou (décembre 1929, North West Stories)
- Crate Crashers (février 1930, Air Stories)
- Call It Justice (février 1930, Detective Fiction Weekly)
- Empire of the Devil (mars 1930, Frontier Stories)
- Isle of Lost Wings, Part 1 (mars 1930, Wings)
- Isle of Lost Wings, Part 2 (avril 1930, Wings)
- Chechako Trail (avril 1930, North West Stories)
- Isle of Lost Wings, Part 3 (mai 1930, Wings)
- Street Wolf (mai 1930, Black Mask)
- Isle of Lost Wings, Part 4 (juin 1930, Wings)
- Forbidden River (juin 1930, Five-Novels Monthly)
- King of the Yukon (août 1930, North West Stories)
- Flying Freebooters (septembre 1930, Wings)
- Brood of the Wind (novembre 1930, Wings)
- The Devil's Souvenir (novembre 1930, Far East Adventure Stories)
- Bloodhounds of the Sky, Part 1 (décembre 1930, Wings)
- Bloodhounds of the Sky, Part 2 (janvier 1931, Wings)
- Bloodhounds of the Sky, Part 3 (février 1931, Wings)
- Hell's Back Door (février 1931, Far East Adventure Stories)
- The Law Dies Hard (février 1931, North West Stories)
- Bloodhounds of the Sky, Part 4 (mars 1931, Wings)
- Sky Scrappers (avril 1931, Air Stories)
- Sky Spoilers (avril 1931, Air Stories)
- Sky Blazers (mai 1931, Air Stories)
- Muscle Man (juin 1931, Detective Fiction Weekly)
- Nobody's Fall Guy (août 1931, Detective Fiction Weekly)
- The Mystery at Pier 7 (septembre 1931, Detective Action Stories)
- The Crooked Spot (octobre 1931, Detective Action Stories)
- It's the Live Ones That Talk (novembre 1931, Black Mask)
- Whispers of Death (décembre 1931, Detective Action Stories)
- The X-Circle (janvier 1932, Detective Action Stories)
- The Crimson Fist (mars 1932, Detective Action Stories)
- Murder by Ballot (avril 1932, Detective Action Stories)
- The Wheel (avril 1932, The Saturday Evening Post)
- The Tailormade Clue (juin 1932, Dime Detective)
- The Pinch (septembre 1932, Detective Fiction Weekly)
- The Devil's Slouch (décembre 10, 1932, Detective Fiction Weekly)
- The Green Widow (février 1933, Detective Fiction Weekly, réédition janvier 1951, Black Mask)
- Hands (mars 1933, Complete Stories Magazine)
- The Lemon (mai 1933, Detective Fiction Weekly)
- Strangle Hold (juillet 1933, Detective Fiction Weekly)
- Dance No More (septembre 1933, Collier's)
- The Missing Car (octobre 1933, Black Bat (en))
- Magnificent Gesture (novembre 1933, Redbook)
- Scoundrel's Choice (décembre 1933, Collier's)
- Murder Off Stage (février 1934, Mystery)
- Unfriendly Call (avril 1934, Collier's)
- The Man who Couldn't Spell (juin 1934, Collier's)
- Killed After 10 P.M (août 1934, Mystery)
- Protecting Monica (octobre 1935, Collier's)
- Nothing to Lose (janvier 1937, Cosmopolitan)
- Woman at Bay (mars 1937, Collier's)
- The Real Thing (mai 1937, Collier's)
- The Grand Manner (mars 1937, Collier's)
- Change of Heart (avril 1937, Redbook)
- Reprieve at Eleven (juin 1937, Collier's)
  - L'assassin sera pendu à onze heures, Le Saint détective magazine no 14, avril 1956
- Never Sing Again (juin 1937, Collier's)
- Case Against Women (juillet 1937, Collier's)
- The Human Side (août 1937, Collier's)
- Dreams Are Real (septembre 1937, Collier's)
- The Bars Between (octobre 1937, Collier's)
- Night Shift on the Lunchwagon (novembre 1937, Esquire)
- The Hard Way (avril 1938, Collier's)
- Weekend to Kill (juin 1938, McCall's (en))
- Ask Me No Questions (septembre 1938, The Elks)
- Accidental Night (octobre 1938, Collier's)
- All the Answers (octobre 1938, Liberty)
- Chance Is an Enemy (mars 1939, Collier's)
- Remember the Music (mai 1939, Collier's)
- You Go Your Way (septembre 1939, Liberty)
- At the End of the Alley Was a Door (novembre 1939, Mystery)
- The Legend (décembre 1939, Women's Home Companion)
- Man-Crazy (décembre 1939, Liberty)
- The Simple Life (janvier 1940, Collier's)
- One Cold Night (février 1940, Collier's)
- Bet Your Life (mars 1940, Liberty)
- The Valley of Wanted Men (printemps 1940, Northwest Romances)
- A Girl Must be Sure (août 1940, Collier's)
- The Man who Lost Everything (octobre 1940, Collier's)
- The Man who Promised Not to Tell (novembre 1940, Good Housekeeping)
- The Girl with the Blonde (novembre 1940, Collier's)
- Something to Remember (novembre 1940, Collier's)
  - En plein cœur, Mystère magazine no 138, juillet 1959
- If You Can Take It (décembre 1940, Women's Home Companion)
  - Au bout du rouleau, Mystère magazine no 132, janvier 1959
- Best of Luck (avril 1941, Collier's)
- When the Time Comes (juin 1941, Collier's)
- Any Boy Can Be President (août 1941, Liberty)
- Grampa and the Spirit of '76 (septembre 1941, Liberty)
- All the Good Times (septembre 1941, The American Magazine)
- Case for Innocence (novembre 1941, Collier's)
- No Time for Tears (janvier 1942, American Magazine)
- The Great Big-Hearted People (janvier 1942, Collier's)
- Rendezvous with Treason (février 1942, Coronet (en))
- Remember the Good Times (juin 1942, American Magazine)
- You Got to Think of the Kids (août 1942, Liberty)
- No Shadow of Doubt (août 1942, Collier's)
- Wait Till I'm On My Feet (décembre 1942, Collier's)
- Something Like a Dream (février 1943, Good Housekeeping)
- Give Me This (avril 1943, Collier's)
- Welcome Home, Soldier (janvier 1944, The Elks Magazine)
- Moment in the Dark (janvier 1944, Cosmopolitan)
- You Know How Women Are (janvier 1944, Good Housekeeping)
- Just Leave Everything to Me (mai 1944, Good Housekeeping)
- The Big World (octobre 1944, Women's Home Companion)
- The Things You Say (février 1945, The Saturday Evening Post)
- The Woman in Shadow (mars 1945, Liberty)
- Last Question (avril 22, 1945, This Week (en))
- You Haven't Changed a Bit (mai 1945, Cosmopolitan)
- Your Face Looks Familiar (juin 1945, Liberty)
- You Can't Have Everything (kuillet 1945, Cosmopolitan)
- Roses in the Rain (novembre 1945, Cosmopolitan)
- Round Trip (décembre 1945, Good Housekeeping)
- You Owe It to Yourself (février 1946, American Magazine)
- Wayward Journey (mai 1946, Good Housekeeping)
- The Woman who Changed Her Mind (janvier 1947, Cosmopolitan)
- Unfinished Marriage (juin 1947, American Magazine)
- The Web (juin 1947, Cosmopolitan)
- The Bribe (septembre 1947, Cosmopolitan)
- Nightfall (décembre 1947, Cosmopolitan)
- Rebound (octobre 1948, Good Housekeeping)
- Back in Town (octobre 1948, Liberty)
- Appointment in Rio (janvier 1949, Today's Woman)
- Not a Care in the World (septembre 1950, Ladies' Home Journal)
- All the Way Back (octobre 1951, Redbook)
- Guess Again, Lady (février 1951, McCall's)
- Forbidden Affair (janvier 1953, The Saturday Evening Post)
- Old Put's Camp Ground (décembre 1953, Ford Times)
- The Girl on the Big Drum (janvier 1954, This Week)
- Money, Money (février 1954, This Week)
- Scandal in St. Louis (février 1955, Collier's)
- White Villa in Rio (avril 1955, Cosmopolitan)
- Mask of Murder (octobre 1955, The Saturday Evening Post)
- Try It My Way (juin 1956, Ellery Queen's Mystery Magazine)
  - Mon chemin en vaut un autre, Alfred Hitchcock magazine no 140, janvier 1973
- Chances Is Sometimes an Enemy (1956)
  - La Mauvaise Chance, Mystère magazine no 130, novembre 1958
- You Can Take So Much (octobre 1956, Ellery Queen's Mystery Magazine)
- The Man who Knew (décembre 1956, Ellery Queen's Mystery Magazine)
  - Celui qui savait, Mystère magazine no 136, mai 1959
- The Island Nobody Knows (février 1958, Ford Times)
- The Man You Love (avril 1958, Family Circle)
- No Kid Stuff (avril 1958, Ellery Queen's Mystery Magazine)
  - Pas d'enfantillage, Mystère magazine no 141, octobre 1959
- Wanted: An Accomplice (juillet 1958, Ellery Queen's Mystery Magazine)
  - On demande un complice, Mystère magazine no 143, décembre 1959
- Pity the Poor Underdog (août 1958, Ellery Queen's Mystery Magazine)
  - Pitié pour les pauvres opprimés, Le Saint détective magazine no 60, février 1960, Mystère magazine no 149, juin 1960
- The Fifth Question (janvier 1959, Ellery Queen's Mystery Magazine)
  - La Cinquième Question, Mystère magazine no 156, janvier 1961
- Killer at Large (septembre 1961, Ellery Queen's Mystery Magazine)
  - Le Tueur des champs, Mystère magazine no 179, décembre 1962
- Needle in a Haystack (août 1962, Ellery Queen's Mystery Magazine)
  - Un aiguille dans une botte de foin, Mystère magazine no 181, 1963
- Wings of Mercy (Air Stories)
- The Bluff That Worked (Action Stories)
- Bolt From the Blue (Air Stories)
- Boomerang Barnes (Air Adventures)
- Coast of Hate (Action Stories)
- The Come Back (Lariat)
- The Creed of Sergeant Bone (Argosy)
- The Darjeeling Diamond (Action Stories)
- Doom Lagoon (Action Stories)
- Flame Island (Action Stories)
- Fly-by-Night (Short Stories (en))
- The Yukon Trail (North West Stories)
- Outcast Ships (Air Stories)
- Sky-Trap (Air Stories)
- Israel Putnam Camp Grounds (Ford Times)
- Wolves of Dismay (Wide World Adventures)
- Pound for Pound (Danger Trail)
- Proud Eagles (Air Stories)
- The Seed of Caution (Sea Stories)
- South of Saigon (Air Stories)
- Stand Up and Fight (Short Stories)

#### Autres nouvelles signées Grimes Hill
- The Kill (mars 1931, Black Mask)
- The Spot and the Lady (mai 1931, Black Mask)

#### Autre nouvelle signée Lewis Nebel
- Sunken Sovereigns

#### Autre nouvelle signée Eric Lewis
- Some Grudge

### Recueils de nouvelles
- Six Deadly Dames, 1950
- The Adventures of Cardigan, 1988
- The Complete Casebook of Cardigan: Vol. 1 (1931-1932)  , 2012
- The Complete Casebook of Cardigan: Vol. 2 (1933) , 2012
- The Complete Casebook of Cardigan: Vol. 3 (1934-1935)  , 2012
- Tough As Nails: The Complete Cases of Donahue, 2012
- Raw Law: The Complete Cases of MacBride & Kennedy, Volume 1: 1928-1930, 2013
- Shake-Down: The Complete Cases of MacBride & Kennedy, Volume 2: 1930-1933, 2013
- Too Young to Die: The Complete Cases of MacBride & Kennedy, Volume 3: 1933-1935, 2013

## Filmographie

### Adaptations
- 1934 : Sleepers East, film américain, adaptation du roman éponyme réalisée par Kenneth MacKenna
- 1937 : Smart Blonde, film américain, adaptation réalisée par Frank McDonald
- 1937 : Week-end mouvementé (Fifty Roads to Town), film américain, adaptation du roman éponyme réalisée par Norman Taurog
- 1937 : The Adventurous Blonde, film américain, adaptation à partir des personnages de la série Steve MacBride réalisée par Frank McDonald
- 1938 : Torchy Blane in Panama, film américain, adaptation à partir des personnages de la série Steve MacBride réalisée par William Clemens
- 1938 : Torchy Gets Her Man (en), film américain, adaptation à partir des personnages de la série Steve MacBride réalisée par William Beaudine
- 1939 : Torchy Blane in Chinatown (en), film américain, adaptation à partir des personnages de la série Steve MacBride réalisée par William Beaudine
- 1939 : Torchy Runs for Mayor, film américain, adaptation à partir des personnages de la série Steve MacBride réalisée par Ray McCarey
- 1939 : Torchy Blane.. Playing with Dynamite, film américain, adaptation à partir des personnages de la série Steve MacBride réalisée par Noel M. Smith
- 1941 : Sleepers West, film américain, adaptation de Sleepers East réalisée par Eugene Forde
- 1949 : L'Île au complot  (The Bribe), film américain, adaptation de la nouvelle éponyme réalisée par Robert Z. Leonard

### Histoires originales pour le cinéma
- 1928 : Isle of Lost Men, film américain réalisé par Duke Worne
- 1928 : Ships of the Night, film américain réalisé par Duke Worne
- 1941 : A Shot in the Dark, film américain réalisé par William C. McGann

### Histoires originales pour la télévision
- 1954 : Girl on the Drum, épisode de la série télévisée The Pepsi-Cola Playhouse réalisé par Herschel Daugherty
- 1958 : The Cover Up, épisode de la série télévisée M Squad réalisé par Edward Ludwig
- 1958 : A Chantagem, épisode de la série télévisée TV Teatro

## Sources
- Claude Mesplède (dir.), Dictionnaire des littératures policières, vol. 2 : J - Z, Nantes, Joseph K, coll. « Temps noir », 2007, 1086 p. (ISBN 978-2-910686-45-1, OCLC 315873361).
- Claude Mesplède, Les années "Série noire" : bibliographie critique d'une collection policière, vol. 3 : 1966-1972, Amiens, Editions Encrage, coll. « Travaux / 22 », 1994, 4 p. (ISBN 978-2-906389-53-3).
- Claude Mesplède, Les années "Série noire" bibliographie critique d'une collection policière, t. 4 : 1972-1982, Amiens, Encrage, coll. « Travaux » (no 25), 1995, 318 p. (ISBN 978-2-906389-63-2).
- Claude Mesplède et Jean-Jacques Schleret, SN, voyage au bout de la Noire : inventaire de 732 auteurs et de leurs œuvres publiés en séries Noire et Blème : suivi d'une filmographie complète, Paris, Futuropolis, 1982 (OCLC 11972030), p. 281-282